# ند بیومن
ند بیومن (انگلیسی: Ned Beauman) نویسنده و روزنامه‌نگار بریتانیایی است. او علاوه بر نویسندگی نقدهای ادبی و ژورنالیستی روزنامه‌های گاردین، د وایت ریویو و د لندن ریویو آو بوک نیز فعالیت می‌کند.

## جوایز
- جایزه دیسموند الیوت (۲۰۱۱): داستان‌های کوتاه بوکسر و بیتل
- جایزه کتاب اول گاردین (۲۰۱۲): داستان‌های کوتاه بوکسر و بیتل
- جایزه ادبی من بوکر (۲۰۱۳): Teleportation Accident
- جایزه ادبی سامرست موم (۲۰۱۳): Teleportation Accident